# Pseudochromis omanensis
Pseudochromis omanensis är en fiskart som beskrevs av Gill och Mee, 1993. Pseudochromis omanensis ingår i släktet Pseudochromis och familjen Pseudochromidae. IUCN kategoriserar arten globalt som otillräckligt studerad. Inga underarter finns listade i Catalogue of Life.